# Сарикамиське озеро

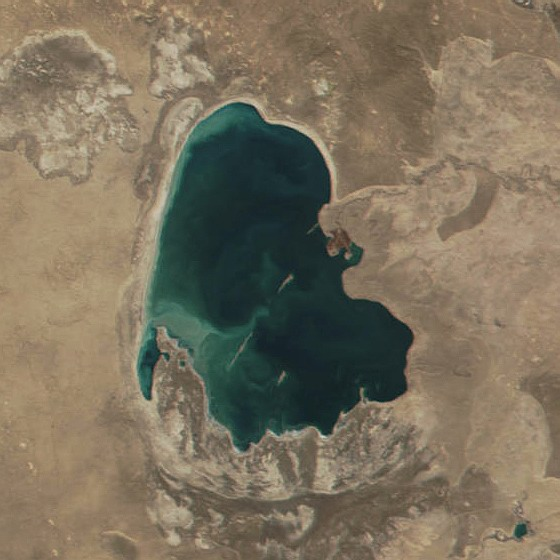
Сарикамиське озеро, вид з космосу в грудні 2001 року

Сарикамиське озеро, Сарикамиш (туркм. Sarygamyş köli, узб. Sariqamish ko‘li) — безстічне солонуватоводне озеро в центральній частині Сарикамиської западини, на кордоні Туркменістану та Узбекистану, приблизно посередині між Каспійським та Аральським морями. Приблизно чверть озера (північно-західна) належить Узбекистану, решта — Туркменістану. Озеро поступово пересихає (процес розпочався в давнину) після припинення стоку річки Аму-Дар'я через Сарикамиську западину (див. Узбой).

## Географія та гідрологія
Озеро в нинішньому вигляді виникло в 1971 році в результаті затоплення колекторно-дренажними водами групи невеликих Сарикамиських озер. З 60-х років ХХ ст. западина підживлюється дренажними водами через колектори Дар'ялик та Озерний, води надходять із зрошуваних земель лівобережжя Аму-Дар'ї. Береги піщані, розчленовані. Західна та південна частини озера мілководні. Влітку вода може прогріватись до 27-30 °C, у суворі зими на озері утворюється суцільний крижаний покрив. На східному березі знаходиться джерело термальних мінеральних вод. Озеро має багато островів, загальною площею ~90 км².
На озері розвинуте рибальство.
За морозної погоди при незамерзлій водній поверхні на озері спостерігається «сніговий ефект озера».

## Походження назви
На тюркських мовах «сарикамиш» означає «жовтий комиш».